# پسر من باید ارمنی باشد
پسر من باید ارمنی باشد (انگلیسی: My Son Shall Be Armenian؛ ارمنی: Իմ որդին պիտի հայ լինի) یک فیلم مستند محصول کانادا است به کارگردانی هاکوب گودسوزیان که در سال ۲۰۰۴ منتشر شد.
کارگردان این فیلم به همراه پنج تن از اعضای جامعه ارمنی مونترال که اقوامشان را در نسل‌کشی ارمنی‌ها را از دست داده‌اند به ارمنستان و سوریه سفر می‌کند تا با بازماندگان آن صحبت کند.
این فیلم به زبان فرانسوی توسط هیئت ملی فیلم کانادا تهیه شده‌است.